# Шарапов, Константин Владимирович
Константин Владимирович Шарапов (укр. Костянтин Володимирович Шарапов; род. 9 мая 1991, Киев, Украинская ССР) — украинский хоккеист.
Начал заниматься хоккеем в 9 лет, в ХК «Сокол» Киев, первый тренер — Олег Юрьевич Никулин. В возрасте 13 лет продолжил карьеру в подольском «Витязе» где в 2007 году вышли в первую группу Москвы и Московской Области[прояснить]. В 16 лет выступал за Юниорскую сборную Украины в 17 лет за Молодёжную сборную.
В 18 лет выступал за ХК «Гомель» и «Гомель-2» в чемпионате Белоруссии.
В сезоне 2011-12 выступал за «Динамо-Шинник» в чемпионате МХЛ где по окончании сезона был признан лучшим защитником своей команды.